# Ahmed Nouaïri
Ahmed Nouaïri – tunezyjski zapaśnik walczący przeważnie w stylu wolnym. Zajął piąte miejsce na igrzyskach śródziemnomorskich w 1979. Srebrny medalista igrzysk afrykańskich w 1978. Czwarty na mistrzostwach Afryki w 1982 roku.